# Baileys Irish Cream

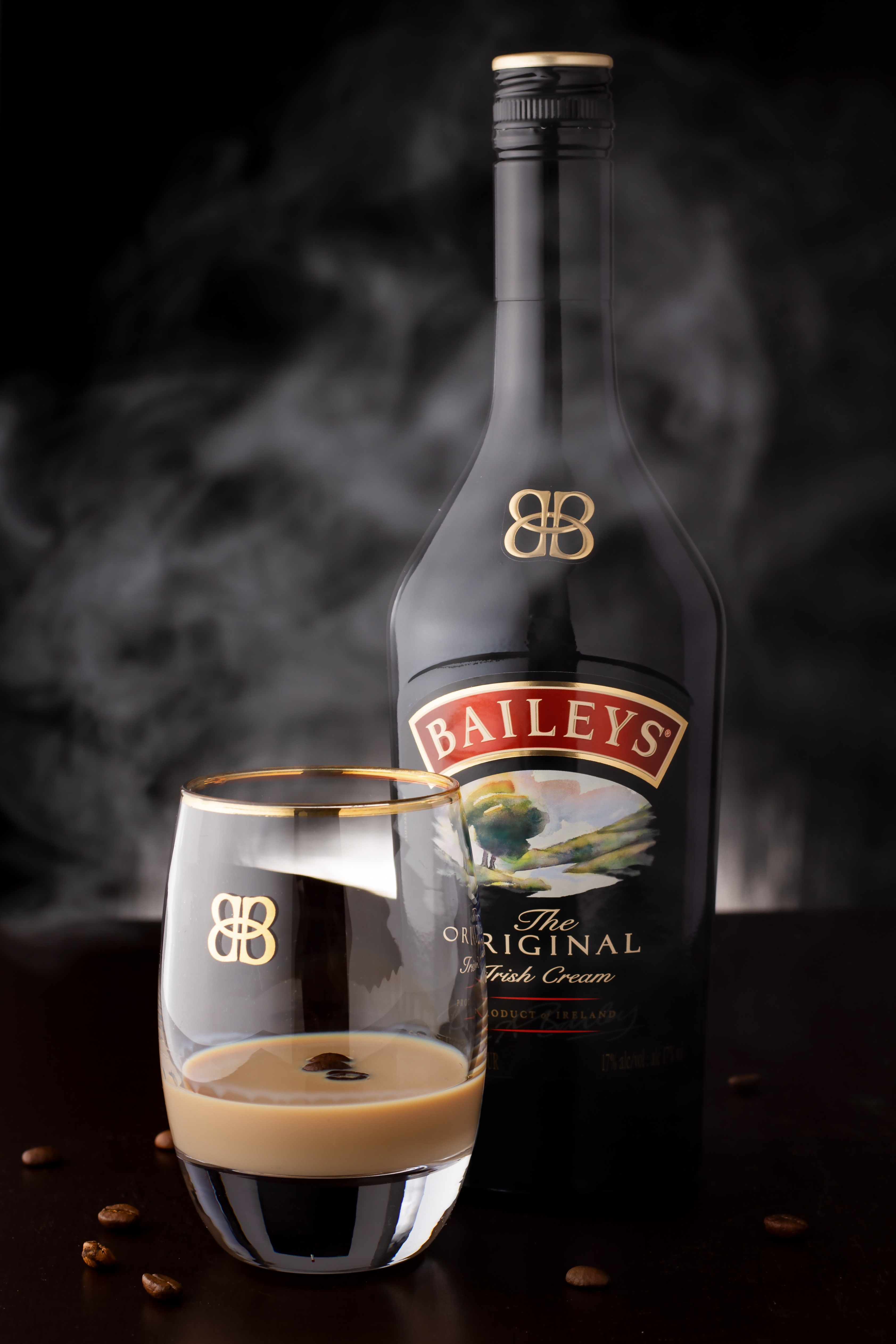
Botella y vaso de Baileys Irish Cream.

Baileys Irish Cream es una crema irlandesa fabricada por R. A. Bailey & Cia. de Dublín, Irlanda. La marca es actualmente propiedad de Diageo.
Su contenido en alcohol es del 17% en volumen y fue introducido en 1974 como el primer licor de crema irlandesa en el mercado. Actualmente el número de licores de este tipo ha ido en aumento.

## Fabricación
Baileys fue el primer licor en combinar crema y alcohol de una manera lo suficientemente estable que permitiera su comercialización. El whisky y la crema son homogeneizados a fin de formar una emulsión, con la ayuda de un emulsificador que contiene aceite vegetal refinado. Este proceso evita la separación del whisky y la crema durante su almacenaje. La proporción del resto de los ingredientes usados no es conocida, pero incluye chocolate, vainilla,caramelo, azúcar y canela.
Según el fabricante, no se utilizan conservantes. El whisky es suficiente para conservar la crema.
La crema utilizada en esta bebida viene de Avonmore Waterford Plc, una cooperativa lechera ubicada a unos 112 km de Dublín. Se utilizan más de cuatro millones de litros de crema irlandesa para la producción de Baileys, lo que representa el 4,3% del total de producción lechera de Irlanda.

## Almacenaje y vida útil
Según el fabricante, el licor tiene una vida útil de veinticuatro meses y debe ser almacenado entre 0 y 25 °C (32 y 77 °F).

## Bebidas

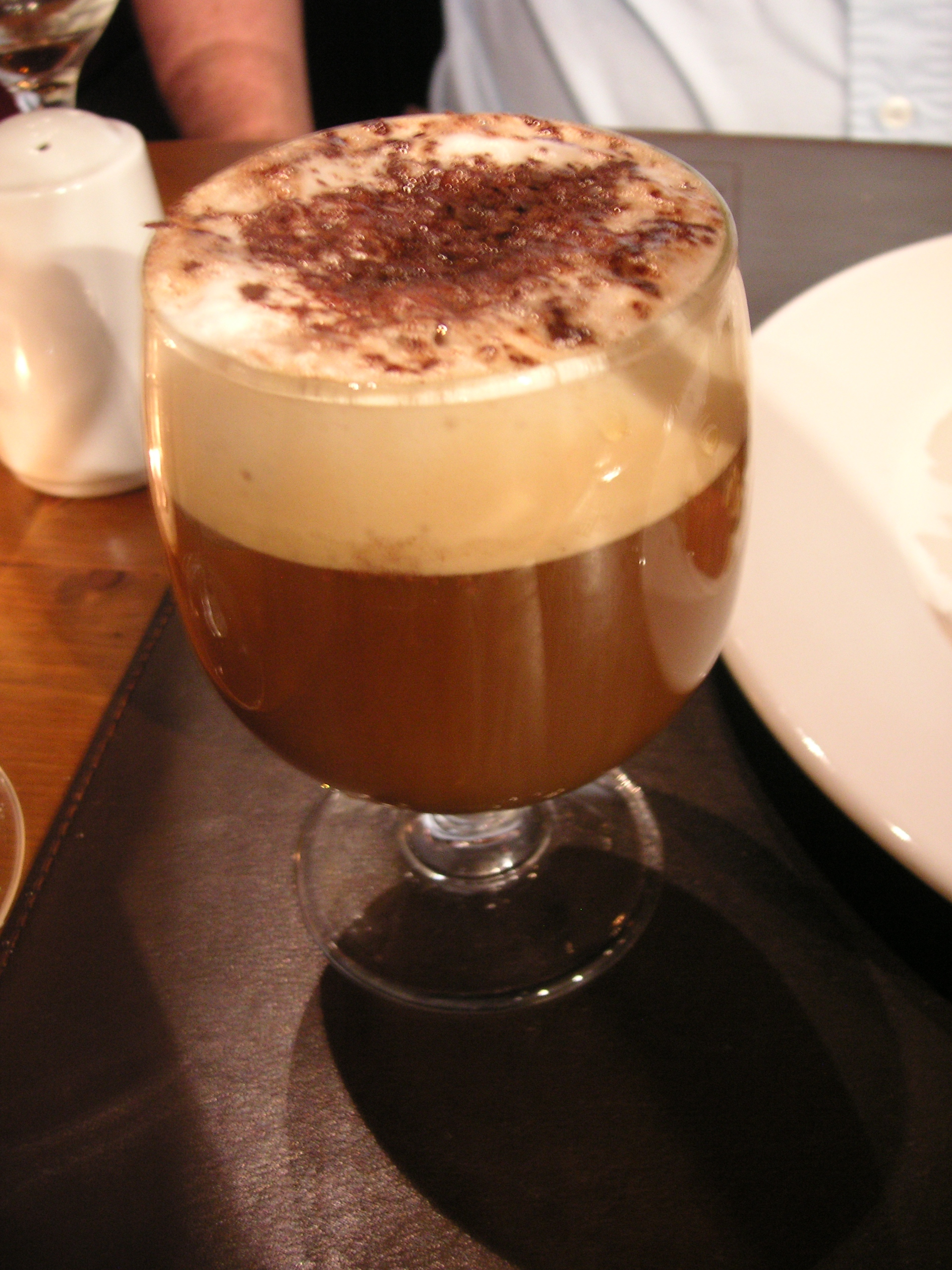
Baileys con café.

La crema irlandesa puede beberse sola con hielo o como parte de un cóctel. También es común tomarlo con café en lugar de nata, con el licor sin calentar servido con Horlicks.
Al igual que la leche la crema se cortaría al entrar en contacto con un elemento ácido. La crema y la leche contienen caseína, la cual coagula al ser mezclada con ácidos como el limón o agua tónica. Aunque esto muchas veces es indeseable, en muchos cócteles se busca especialmente provocar la coagulación.
El café Baileys se sirve utilizando una medida de Baileys en una taza con café y cubierto con nata.

## Cócteles que llevan Baileys
- ABC - chupito (shot) de Amaretto, Baileys y Coñac
- B52
- Baileys Frappe
- Car Bomb
- Chocolate Coffee Kiss
- E.T
- Irish Carbomb
- Irish Dream
- Mudslide
- Irish Lobotomy
- Teddy Bear – chupito de vodka y Baileys
- Grandmother's slippers(Finnish drink)
- Choc-o-hol
- Baby Guinness - Baileys y Tía María
- China White
- Carajillora - tipo de carajillo con café y baileys
- BMW - chupito de Baileys, Malibú y whisky
- Irish Bar Maid
- Irish Lass